# Catocala patala
Catocala patala là một loài bướm đêm trong họ Erebidae.